# Yan Nawa
Yan Nawa (in thailandese: ยานนาวา) è uno dei 50 distretti (khet) della città di Bangkok, in Thailandia.